# Army Men: Air Attack 2
Army Men: Air Attack 2 (Army Men: Air Attack – Blade's Revenge в Европе для версии на PlayStation 2 и Army Men: Air Combat – The Elite Missions для версии на GameCube) — шутер от третьего лица, разработанный и изданный The 3DO Company для PlayStation, PlayStation 2 и GameCube.

## Сюжет
Пластро, гнусный генерал армии Тан, заручился помощью злодейского барона фон Беже, чтобы помочь ему установить ловушку для капитана Блэйда.
Объединив усилия с капитаном Уильямом Блэйдом, лидером эскадрильи Альфа-Волка, игра снова «поднимается на небо» с натиском новых миссий, улучшенных вертолетов и большим количеством оружия, чем когда-либо прежде. Присоединяйтесь к воздушной кавалерии, поскольку они сталкиваются с множеством вызывающих врагов в своих усилиях по пресечению планов злого генерала.
Боевой силы Пластро возглавляет пилот-ас Барон фон Беже. Поскольку игроки сражаются в 22 миссиях, они будут сталкиваться с такими декорациями, как японский сад, ночь Хэллоуина, дикий запад, клумба и задний двор. Среди вертолётов есть King Cobra, Chinook, Osprey и Apache, каждый из которых имеет свое уникальное оружие. Система пластиковой коллекции открывает секретные способности игрушек и скрытое оружие вертолёта. Ролики в режиме реального времени с закадровым голосом всегда держат игроков в действии. Идите голова к голове, или попробуйте совместные миссии в многопользовательском режиме Army Men: Air Attack 2. В этой игре было много кат-сцен.

## Персонажи
Есть новые пилоты и некоторые ранние представители серии — в обновлённом виде.
У каждого второго пилота есть специальное вторичное оружие, которым могут пользоваться только персонажи этой роли. Все такие герои получили изменения лора в сравнении с прошлыми частями.
Игра вводит нового антагониста, соперника Блейда — барона фон Беже, также известного как «Барон Песочников». Он основан на исторической фигуре — немецком лётчике Манфреде фон Рихтгофене, носившем прозвище «Красный Барон».

## Отзывы
| Сводный рейтинг         | Сводный рейтинг | Сводный рейтинг |
| Издание                 | Оценка          | Оценка          |
| Издание                 | PS              | PS2             |
| ----------------------- | --------------- | --------------- |
| GameRankings            | 72,93 %         | 68,22 %         |
| Metacritic              | 74/100          | 75/100          |
| Иноязычные издания      |                 |                 |
| Издание                 | Оценка          | Оценка          |
| Издание                 | PS              | PS2             |
| AllGame                 | [ 5 ]           | [ 6 ]           |
| EGM                     | 7/10            | 7,83/10         |
| Game Informer           | 1/10            | 3,5/10          |
| GamePro                 | [ 11 ]          | [ 12 ]          |
| GameRevolution          | N/A             | B−              |
| GameSpot                | 7,2/10          | 6,7/10          |
| IGN                     | 8,2/10          | 7/10            |
| OPM                     | [ 18 ]          | [ 19 ]          |
| The Cincinnati Enquirer | N/A             | [ 20 ]          |

Игра получила положительные и средние отзывы. GameRankings и Metacritic дали 72,93 % и 74 из 100 версии на PlayStation, 68 % и 75 из 100 — версии на PlayStation 2.